# El beso de la ciguatera
El beso de la ciguatera es una canción del cantautor dominicano Juan Luis Guerra lanzada como tercer sencillo de su álbum Fogarate (1994) con la colaboración de Diblo Dibala . La canción fue lanzada el 23 de enero de 1995 por Karen Records. La pista abarca elementos de merengue con soukus. La canción recibió un premio de Broadcast Music, Inc. (BMI) Premio Latino en 1996. Comercialmente, alcanzó la lista de las diez mejores en las listas Billboard Hot Latin Songs y Tropical Airplay en los Estados Unidos. También recibió una difusión moderada en Europa.

## Lista de canciones
- España CD Single (1994) [4]
  1. El Beso De La Ciguatera (Versión Radio) – 4:10
  2. El Beso De La Ciguatera (Versión Maxi) – 4:50

## Listas
| Listas (1995)                            | Posición |
| ---------------------------------------- | -------- |
| Europe Southwest Airplay (Music & Media) | 13       |
| Billboard Hot Latin Songs                | 17       |
| US Tropical Airplay (Billboard)          | 6        |
| EE. UU. Tropical 25 (Cashbox)            | 1        |
| Billboard Latin Pop Songs                | 6        |